# باشگاه همسران اول
باشگاه همسران اول (به انگلیسی: The First Wives Club) فیلمی محصول سال ۱۹۹۶ و به کارگردانی هیو ویلسون است. در این فیلم بازیگرانی همچون بت میدلر، گلدی هان، دایان کیتن، مگی اسمیت، دن هدایا، برانسون پینچوت، مارسیا گی هاردن، دینا اسپیبی، استیون کالینز، ویکتور گاربر، الیزابت برکلی، آیلین هکارت، استاکرد چنینگ، جنیفر داندس، فیلیپ بوسکو، تیموتی اولفینت، ایوانا ترامپ، اد کاچ، جیمز ناتن، هتر لاکلیر، ادوارد هیبرت، جی. کی. سیمونز، راب راینر، دبرا مانک و کیت برتون ایفای نقش کرده‌اند.